# Sublevación de Gran Polonia (1918-1919)

La provincia de Posen o Gran Polonia.

La sublevación de la Gran Polonia de diciembre de 1918 a febrero de 1919 (en polaco; powstanie wielkopolskie 1918–19 roku; alemán: Großpolnischer Aufstand) fue una insurrección militar de polacos en la Wielkopolska (también conocido como Provincia de Posen) contra Alemania. Terminó con victoria polaca, que se anexionó la mayor parte de la provincia, salvo una pequeña porción que quedó en manos alemanas (Posen-Prusia Occidental).Según lo establecido en el Tratado de Versalles.

## Trasfondo
Después de la Tercera Partición de Polonia en 1795, Polonia había dejado de existir como estado independiente. Desde 1795 hasta el comienzo de la Primera Guerra Mundial, se produjeron varios levantamientos fallidos para recuperar la independencia. Al Levantamiento de la Gran Polonia de 1806 le siguió la creación del Gran Ducado de Varsovia, que duró ocho años antes de ser nuevamente dividido entre Prusia y Rusia. Bajo el dominio alemán, los polacos enfrentaron discriminación y opresión sistemáticas. Los polacos que vivían en la región de la Gran Polonia fueron sometidos a germanización y confiscaciones de tierras para dar paso a la colonización alemana.
Al final de la Primera Guerra Mundial, los Catorce Puntos del presidente estadounidense Woodrow Wilson y la idea del derecho de autodeterminación encontraron la oposición de potencias europeas que estaban a punto de perder influencia o territorio, como Alemania, que dominaba la Gran Polonia. Los políticos alemanes habían firmado un armisticio que condujo a un alto al fuego el 11 de noviembre de 1918. Además, Alemania había firmado el Tratado de Brest-Litovsk con la Rusia bolchevique para establecer los límites territoriales de las fronteras orientales. Ese tratado tomó en consideración un futuro estado polaco y, por lo tanto, desde entonces hasta que el Tratado de Versalles fue plenamente ratificado en enero de 1920, muchas cuestiones territoriales y de soberanía permanecieron sin resolver.
La propuesta de Wilson para una Polonia independiente inicialmente no fijó fronteras que pudieran ser aceptadas universalmente. La mayor parte de Polonia que fue dividida y anexada a Prusia a finales del siglo XVIII todavía formaba parte de la Gran Alemania al final de la Primera Guerra Mundial, y el resto del Zarato de Polonia estaba en Austria-Hungría. La porción de Alemania incluía la región de la Gran Polonia, de la cual Posen (Poznan) era una importante ciudad industrial y su capital. La mayoría de la población era polaca (más del 60%) y esperaba estar dentro de las fronteras del nuevo estado polaco.